# Sole rosso sul Bosforo
Sole rosso sul Bosforo (Innocent Bystanders) è un film del 1972 diretto da Peter Collinson.
Il film è basato su un racconto del 1969 di James Mitchell, scritto sotto lo pseudonimo di James Munro.

## Trama
John Craig è un non più giovane agente segreto britannico, ormai a "fine carriera", che viene incaricato dal suo capo, Loomis, di una difficile missione: portare in occidente Aaron Kaplan, uno scienziato russo fuggito dalla Siberia che vive nascosto sui monti della Turchia come pastore di capre. Nel corso della missione Craig dovrà vedersela, oltre che con il suo capo, con un giovane collega destinato a sostituirlo, un agente segreto americano, il tenutario di un albergo turco e un'organizzazione di ebrei russi ostili a Kaplan. Il tutto complicato dalla presenza di Miriam, un'involontaria testimone che è stata presa in ostaggio.